# Merxmuellera
Merxmuellera es un género  de plantas herbáceas de la familia de las poáceas. Es originario del sur y sudoeste de África.
Algunos autores lo incluyen en los géneros Rytidosperma o Danthonia sensu lato.

## Etimología
El nombre del género fue otorgado en honor de H. Merxmüller, botánico alemán.

## Especies
Merxmuellera contiene las especies:
- Merxmuellera ambalavaoensis (A.Camus) Conert - Madagascar
- Merxmuellera davyi (C.E.Hubb.) Conert - Malawi, Mozambique, Zimbabue, Limpopo
- Merxmuellera drakensbergensis (Schweick.) Conert - Cape Province, Lesoto, Free State, KwaZulu-Natal, Mpumalanga, Limpopo
- Merxmuellera grandiflora (Hochst. ex A.Rich.) H.P.Linder - Etiopía
- Merxmuellera macowanii (Stapf) Conert - Cape Province, Lesoto, Free State, KwaZulu-Natal, Mpumalanga, Limpopo, Madagascar
- Merxmuellera stereophylla (J.G.Anderson) Conert - Lesotho, Free State, KwaZulu-Natal, Mpumalanga, Limpopo
- Merxmuellera tsaratananensis (A.Camus) Conert - Madagascar

### Incluidas anteriormente
Merxmuellera antes contenía las especies:
- M. arundinacea - Capeochloa arundinacea
- M. aureocephala - Tenaxia aureocephala
- M. cincta - Capeochloa cincta
- M. decora - Geochloa decora
- M. disticha - Tenaxia disticha
- M. dura - Tenaxia dura
- M. guillarmodiae - Tenaxia guillarmodiae
- M. lupulina - Geochloa lupulina
- M. papposa - Ellisochloa papposa
- M. rangei - Ellisochloa rangei
- M. rufa - Geochloa rufa
- M. setacea - Capeochloa setacea
- M. stricta - Tenaxia stricta